# Re stregone di Angmar
Il Re stregone di Angmar (in inglese: Witch-king of Angmar), chiamato anche Re degli stregoni in alcune traduzioni, è un personaggio di Arda, l'universo immaginario fantasy creato dallo scrittore inglese J. R. R. Tolkien. È il capo dei Nazgûl, i servitori dell'Oscuro Signore Sauron. Il suo nome non è rivelato in nessuno degli scritti di Tolkien.

## Apparizioni
- Il Signore degli Anelli
- Il Silmarillion
- Racconti incompiuti

## Aspetto e caratteristiche
Il Re stregone, come gli altri otto Nazgûl, non possiede più un corpo visibile, avendo portato ed usato con avarizia e malvagità per lungo tempo uno dei "Grandi Anelli" di Sauron, e per tale motivo, per rendersi visibile ai suoi servitori e alle sue spie, è costretto ad indossare un grande manto nero che riesce a dare forma al suo corpo invisibile di spettro.
Nel mondo del crepuscolo perenne, invece, come lo vede Frodo Baggins, una volta infilato l'anello ai piedi di Colle Vento, esso appare come un uomo alto (il più alto dei "Nove"), abbigliato con un unico abito lungo e grigio, e con il volto bianco nel quale fiammeggiano occhi penetranti e spietati. In testa sopra i lunghi capelli grigi e luccicanti porta un elmo d'argento sul quale è posta una corona, e la sua mano scarna brandisce una lunga spada d'acciaio.
In passato, durante la Battaglia di Fornost, egli portò anche una maschera nera con la quale guidò la sua sortita. Tale maschera non viene più citata in nessun'altra opera di J. R. R. Tolkien e viene rimpiazzata da una corona regale d'acciaio scintillante d'una luce micidiale che durante l'assedio di Gondor, prima, dinanzi a Minas Morgul sfoggia posta sopra il suo nero cappuccio per incutere terrore e rispetto alla sua armata, e poi, dinanzi a Gandalf, una volta frantumato e oltrepassato il cancello di Minas Tirith, posta direttamente sulla sua testa invisibile, che lascia trapelare solo due infuocati occhi rossi.
Alla sua prima apparizione cavalca un cavallo nero allevato appositamente e reso schiavo dalle arti oscure di Minas Morgul, in modo da sopportare la costante presenza del suo padrone che altrimenti lo farebbe fuggire atterrito, come accadrebbe a qualsiasi altra bestia vivente della Terra di Mezzo. Durante l'assedio di Gondor, Ombromanto, l'impavido signore dei liberi cavalli della terra di mezzo, è l'unica bestia, che dimostra di sopportare con somma fermezza e coraggio la presenza degli Spettri dell'Anello.
Quando il suo destriero fu travolto e annegato al guado del Bruinen, per mano della magia combinata di Elrond e Gandalf, il Re stregone ritornò a Minas Morgul, dove trovò una nuova cavalcatura: una gigantesca e orrida creatura alata.
Questo mostruoso essere era uno degli ultimi discendenti di un'antica e malvagia razza sopravvissuta tra montagne nascoste, proveniente da ere e luoghi ormai scomparsi e dimenticati da tutti fuorché da Sauron. Questi, infatti, se n'era impadronito e li aveva alimentati con cibi crudeli, accrescendo a dismisura la loro malvagità e le loro dimensioni. Tali esseri erano più grandi di ogni altro uccello, dal quale si differenziavano soprattutto per non possedere alcun tipo di piumaggio, per avere delle immense ali a guisa di pipistrello con pelle tesa fra grinfie di corno, e per emanare un insopportabile fetore mortale.
Ne Le due torri e ne Il ritorno del re, durante l'assedio di Gondor, il Re stregone, seduto sul curvo e lungo collo spoglio delle loro cavalcature alate, adempiono alla volontà dell'Occhio senza palpebra, terrorizzando chiunque si trovi nelle vicinanze con urli di morte accompagnati da quelli gracchianti dei loro destrieri. Atterriscono gli abitanti e persino i difensori più audaci e coraggiosi, appostati sulle sette cinte murarie di Minas Tirith, dal momento che i "Nazgûl sono i Signori degli Uomini" sul quale hanno il pieno dominio, come Sauron ha pienamente il loro.
In quanto alle armi, il Signore dei Nazgûl dispone di una lunga spada d'acciaio, la cui lama è percorsa al suo volere da fiamme. Tale spada, ne Il Signore degli Anelli: La conquista, videogioco basato e sviluppato sulla trilogia cinematografica di Peter Jackson, prende il nome Spada del Terrore (Sword of Terror), nonostante tale nome non appaia in nessun scritto di Tolkien. All'occorrenza, però, accantona la sua spada per utilizzare armi più devastanti, come il mortifero e necromantico Pugnale Morgul, dalla ardente luce pallida, capace di recare al nemico (come per Frodo all'ombra di Collevento) una terribile ferita mortale, dolorosissima al pari di quella di una freccia di ghiaccio avvelenato. Durante la Battaglia dei Campi del Pelennor il Capitano Nero brandisce un'enorme mazza nera grazie alla quale, con un solo e rapidissimo colpo, frantuma lo scudo di Éowyn facendola cadere in ginocchio con il braccio sinistro spezzato.
Il Re stregone è fedelissimo al suo Signore e si presenta nelle varie guerre scatenate da Sauron come il suo capitano, al comando degli altri otto Nazgûl e delle armate di Mordor. Sottovaluta i suoi avversari in combattimento, poiché è cosciente della premonizione di Glorfindel, ovvero che nessun uomo è in grado di ucciderlo. Durante gli eventi prima della Guerra dell'Anello, il Re stregone ha temuto il Sovrintendente Boromir I (da cui ebbe poi nome Boromir II, membro della compagnia dell'Anello).

## Biografia del personaggio

### Dalle Appendici
Nella Seconda Era della Terra di Mezzo, il Maia Sauron era diventato il secondo Oscuro Signore. Gli Elfi, sotto la guida di quest'ultimo, crearono gli Anelli Minori, inferiori di fronte all'Unico Anello, forgiato dallo stesso Sauron, con cui sottomettere gli altri Portatori. Questi, cercando di resistere alla corruzione portata da Sauron tramite l'Unico Anello, nascosero gli artefatti. Sauron scatenò dunque una guerra per riuscire a riappropriarsi degli Anelli Minori ed infine riuscì a sottrarli agli Elfi. Li ridistribuì poi, fra varie razze con l'intento di sottometterle: sette ne donò ai Nani, e nove agli Uomini.
I Nani non facili da assoggettare, caddero solo parzialmente sotto l'influsso degli Anelli mentre gli Uomini, più facili da corrompere, cominciarono a farne largo utilizzo, divenendo così, col tempo, gli Spettri dell'Anello; i Nazgûl.
Il più potente fra di loro era probabilmente un signore Númenoreano, da tempo al servizio di Sauron. Famoso e potente negromante, cadde vittima del suo Anello divenendo così solo un servo, uno schiavo incatenato all'unico volere di Sauron. Eppure ciò comportò un ampliamento esponenziale dei suoi poteri, coronato dal dono di una pseudo-immortalità. Il suo nome rimane tuttavia ignoto: alcuni appassionati e studiosi di Tolkien lo identificano con Isilmo, fratello della Regina di Númenor Tar-Telperiën, e padre del Re Tar-Minastir, ma ciò appare privo di fondamento.
La sua prima apparizione risale al 2251 della Seconda Era. Poi Sauron fu deportato a Númenor ed egli attese il suo ritorno; dopo la caduta dei Númenoreani, l'Oscuro Sire tornò nella Terra di Mezzo dove, assieme al Re stregone e agli altri Nazgûl, scatenò la guerra contro gli Esuli e gli Elfi. Tuttavia Sauron perse quella guerra, ed il Re stregone scomparve fra le ombre, attendendo pazientemente il momento della riscossa di Mordor.
Allorché Sauron tornò a costituire il proprio potere e a cercare l'Unico Anello perduto, anche il Re stregone, nel 1300 della Terza Era, fece ritorno con i suoi otto simili, e si recò nell'abbandonato Reame di Angmar. In quelle terre formò il suo nuovo regno, sottomettendo Orchi, Uomini di Carn Dûm e ogni sorta di spettri e spiriti malvagi. Il suo dovere era quello di annientare il Reame di Arnor, diviso ora in tre parti avversarie. Tale divisione facilitò enormemente il suo lavoro.
Nel 1409 il Re stregone invase Cardolan e circondò Colle Vento, ma la sua vittoria fu incompleta: riuscì sì a bruciare la grande torre di Amon Sûl ma non s'impadronì del palantír, portato in salvo a Fornost.
Infine accadde l'inevitabile; essendo Arnor divisa e il Re stregone troppo potente, le truppe di Angmar sferrarono un massiccio attacco ad Arthedain, l'ultima provincia rimasta del Regno del Nord, nel 1974 e conquistarono Fornost. I palantíri vennero dispersi in mare.
Ma infine Gondor intervenne; una flotta di gondoriani, comandata da Re Eärnur, affrontò l'esercito di Angmar nella battaglia di Fornost, mandandolo allo sbaraglio; si dice che quando tutto fu perduto apparve il Re stregone in persona, su di un cavallo nero, e tutti fuggirono innanzi a lui; Eärnur avrebbe resistito, ma il suo destriero lo trascinò via. Intervenne però il sire elfico Glorfindel, troppo potente persino per il Re stregone, che fuggì, scomparendo nel Nord. Vedendo l'intenzione del re di inseguire lo spettro, Glorfindel pronunciò queste parole:
(Glorfindel ad Eärnur, J.R.R. Tolkien, Il Signore degli Anelli, Il ritorno del re)

### Il Signore degli Anelli
Fuggito infine dal suo Reame, il Re stregone tornò a Minas Morgul dove, assieme ai suoi otto servi, preparò la grande guerra del suo Signore, radunando Orchi, Troll e legioni dell'Harad. Si vendicò anche di Eärnur: lo sfidò infatti a duello, ma Mardil persuase il Re a non accettare; ma alla seconda sfida, nel 2050, Eärnur accettò, si recò con una scorta a Minas Morgul e scomparve nelle ombre; probabilmente fu torturato a morte. Mardil divenne il primo Sovrintendente Regnante. Passò molto tempo, tempo in cui il Re stregone attese la guerra di Sauron; e quando a Mordor si venne a sapere che un Mezzuomo possedeva l'Unico Anello di Sauron, egli prese la forma di un Nero Cavaliere e con gli altri Nazgûl partì per il settentrione.
Giunti nella Contea nel settembre 3018, il Signore dei Nazgûl diede la caccia all'Hobbit per gran parte dell'Eriador; il culmine si ebbe quando egli ed altri quattro spettri accerchiarono gli Hobbit, condotti dall'Erede d'Isildur, sulla cima di Colle Vento. Egli, con un pugnale Morgul, ferì il Portatore dell'Anello e per poco non fece fallire la missione. Ma il Mezzuomo cavalcò sul cavallo elfico di Glorfindel, Asfaloth, sino al guado del Rombirivo, fiume situato ai confini delle terre di Elrond a difesa contro il male dilagante nella terra di mezzo; Difatti appena i Nazgûl tentano il guado il fiume reagisce e s'ingrossa spazzandoli via; essi furono privati temporaneamente della forma corporale.
A seguito di quella sconfitta il Signore dei Nazgûl tornò a Mordor dove riprese di nuovo la sua forma ed una bestia alata da cavalcare per guidare le truppe dell'Oscuro Sire; tuttavia i suoi Nazgûl proseguirono incessantemente le ricerche.
Nel libro Le due torri il Re stregone appare solo nel capitolo Le scale di Cirith Ungol, allorché Frodo e Sam lo vedono lasciare la città di Morgul per recarsi alla guerra; torna poi ne Il ritorno del re. Qui scatena la guerra a lungo preparata; indossa una corona di ferro e, su di un destriero nero, conduce dapprima l'attacco ad Osgiliath, facendo fuggire terrorizzati i difensori di Gondor, e poi l'assedio di Minas Tirith, in cui, con un terribile e misterioso maleficio, scardina il Cancello della Città Bianca. Qui entra, ma si ritrova innanzi a Gandalf, lo Stregone Bianco, in groppa ad Ombromanto:
(Re stregone di Angmar, J.R.R. Tolkien, Il Signore degli Anelli, Il ritorno del re)
Tuttavia non affronta questo nemico, poiché in quel momento i Rohirrim comandati da Théoden giungono in soccorso di Minas Tirith. Il Re stregone abbandona il duello, sale sulla sua bestia alata e cala su Re Théoden, ferendo il suo destriero, Nevecrino, con un dardo venefico. Il Re cade sotto il cavallo, ed il Signore dei Nazgûl s'appresta ad ucciderlo, portando con sé l'ombra che stava diradandosi; però interviene Éowyn, nipote del Re, che, nonostante il terrore, decapita la bestia alata. Allora il Signore dei Nazgûl la assale, armato di una grande mazza; con essa rompe lo scudo, e conseguentemente il braccio della fanciulla che lo reggeva; tuttavia non riesce a darle il colpo di grazia poiché da tergo viene ferito da Meriadoc Brandibuck, un Mezzuomo, armato di una lama fabbricata secoli addietro dai fabbri di Arnor per combattere i servi di Angmar. Con le ultime forze Éowyn affonda la propria lama "fra la corona e il manto", così da adempire l'antica profezia di Glorfindel riuscendo a scacciarlo fino all'era successiva.
(J.R.R. Tolkien, Il Signore degli Anelli, Il ritorno del re)
In tal modo, nel 15 marzo 3019 cadde il più potente capitano di Sauron; la voce della sua caduta giunse anche a Frodo Baggins e Samvise Gamgee, mentre si trovavano a Mordor, per bocca di un Nazgûl alato che con un grido disperato recò la notizia alla Torre Oscura. L'autore non ha mai rivelato se è sopravvissuto alle ere successive.

## Adattamenti
Il Re stregone appare in tutti gli adattamenti de Il Signore degli Anelli, cinematografiche, radiofoniche o teatrali.
Nella trilogia cinematografica di Peter Jackson è interpretato da Lawrence Makoare e doppiato da Andy Serkis. Il suo volto invisibile, ne Il ritorno del re, è coperto da un ibrido della maschera che aveva indossato nella battaglia a Fornost e della corona. Le sue azioni e quelle degli altri Spettri dell'Anello differiscono da quelle narrate nel libro:
- Ne La Compagnia dell'Anello i Nazgûl attaccano la Taverna del Puledro Impennato di Brea, mentre nel libro sono i loro complici locali a fare l'incursione. Ingaggiano anche un lungo duello con Aragorn a Colle Vento, durante il quale alcuni Spettri prendono fuoco, mentre nel libro Aragorn li costringe ad allontanarsi con una torcia infuocata. Infine al guado i Nove Spettri fronteggiano Frodo e Arwen e sono spazzati via da un'onda provocata da quest'ultima, mentre nel libro il ruolo di Arwen è svolto da Glorfindel.
- Ne Le due torri appare in due occasioni a cavallo di una creatura alata simile a un drago: la prima volta mentre sorvola le Paludi Morte alla ricerca di Frodo, Sam e Gollum che vi si nascondono; la seconda volta appare ad Osgiliath dove arriva ad un passo dal recuperare l'Anello da Frodo prima di essere allontanato da Faramir.
- Ne Il ritorno del re il Re stregone è a capo dell'esercito di Sauron che parte da Minas Morgul alla volta di Minas Tirith. Non avverte la presenza dell'Anello come nel libro ma è riconosciuto da Frodo. Durante l'assedio di Minas Tirith il Re stregone arriva dopo che il cancello di Gondor è stato distrutto per mezzo del gigantesco ariete Grond. Nel libro invece è lui stesso ad abbatterlo e a provocare il caos con la sua bestia alata tra i difensori. Nel film i primi nemici a entrare in città sono gli orchi dalle torri d'assedio e i Troll dal cancello. Nell'edizione estesa del film, mentre Gandalf sta scendendo dai livelli più alti della Cittadella è inavvertitamente attaccato dal Re stregone che riesce a frantumare il suo bastone (mentre nel libro di Tolkien non si fa menzione di ciò). Lo scontro è però interrotto dall'arrivo dei Rohirrim. Durante la Battaglia dei Campi del Pelennor è armato con una spada ed un enorme mazzafrusto (non di una mazza come nel libro). Col mazzafrusto colpisce più volte Éowyn fino a frantumarle lo scudo, con conseguente rottura del braccio sinistro. Grazie all'intervento di Merry, tuttavia, la giovane guerriera riesce a colpire lo Spettro, che viene così distrutto.

Il personaggio compare anche nella trilogia Lo Hobbit di Jackson, prequel della trilogia de Il Signore degli Anelli, nonostante il personaggio non compaia mai nell'omonimo romanzo:
- Nel primo film, Un viaggio inaspettato, appare a Dol Guldur, dove aggredisce Radagast che lo mette in fuga dopo averlo disarmato. In questa occasione ha un aspetto molto simile a quello de La Compagnia dell'Anello quando viene visto da Frodo indossando l'Anello.
- Nella versione estesa del secondo film, La desolazione di Smaug, viene mostrata brevemente la sua sepoltura (peraltro improbabile, dal momento che i Nove sono stati trasformati in spettri dal potere degli anelli, senza fisicamente morire), narrata dalla voce di Galadriel.
- Nel terzo film, La battaglia delle cinque armate, lo si può chiaramente riconoscere dall'elmo-corona che porta (simile a quello della precedente trilogia) e che è alla destra del suo secondo, Khamûl, e brandisce una mazza ferrata. Combatte insieme agli altri otto Spettri contro il Bianco Consiglio, venuto a salvare Gandalf; alla fine viene scacciato insieme ai suoi simili e a Sauron da Galadriel.

Nei vari giochi del Signore degli Anelli ha l'aspetto della versione cinematografica. Nel videogioco Guardians of Middle-earth invece sfoggia un nuovo aspetto: è completamente rivestito da un'armatura con un lacero mantello blu; la maschera sembra essere una versione ridotta di quella del film, da cui si può vedere del fumo evanescente.